# USS New York (BB-34)
Pour les autres navires du même nom, voir USS New York.
L’USS New York (BB-34) est un cuirassé de l'United States Navy. Navire de tête de la classe New York, il est le premier navire conçu pour employer des canons de 356 mm/45 calibres. Nommé d'après l'État de New York, il est lancé en 1911 au Brooklyn Navy Yard et mis en service en 1914.
Lors de la Première Guerre mondiale, le New York est intégré aux forces de la marine américaine envoyées pour renforcer la Grand Fleet britannique en mer du Nord en 1917. Lors de cette période, il est impliqué dans au moins deux incidents avec des U-Boote et c'est le seul navire américain à avoir coulé un sous-marin allemand dans la guerre lors d'une collision accidentelle en octobre 1918. Après la guerre, il effectue de façon récurrente des exercices d'entraînement et des croisières dans l'Atlantique et le Pacifique et connaît plusieurs périodes de révisions afin d'augmenter son armement ou encore de pouvoir accueillir des aéronefs.
Au début de la Seconde Guerre mondiale, le New York mène des patrouilles de neutralité, puis sert comme navire d'escorte de convoi pour les navires à destination de l'Islande et de la Grande-Bretagne dans les premières phases du conflit. Il prend part à son premier combat contre de l'artillerie côtière lors de l'opération Torch autour de Casablanca en Afrique du Nord, et sert par la suite de navire d'entraînement. À la fin de la guerre, il rejoint le théâtre Pacifique et fournit un soutien naval pour l'invasion d'Iwo Jima, puis l'invasion d'Okinawa. De retour à Pearl Harbor, il effectue des réparations qui durent jusqu'à la fin de la guerre. Déclaré obsolète, il est choisi pour participer aux essais d'armes nucléaires de l'opération Crossroads sur l'atoll de Bikini en 1946. Il résiste aux deux explosions et les effets du rayonnement sur le navire sont étudiés durant plusieurs années. L'USS New York est finalement coulé comme navire cible en 1948. Il a reçu trois étoiles de bataille pour son service dans la marine américaine.

## Conception et construction

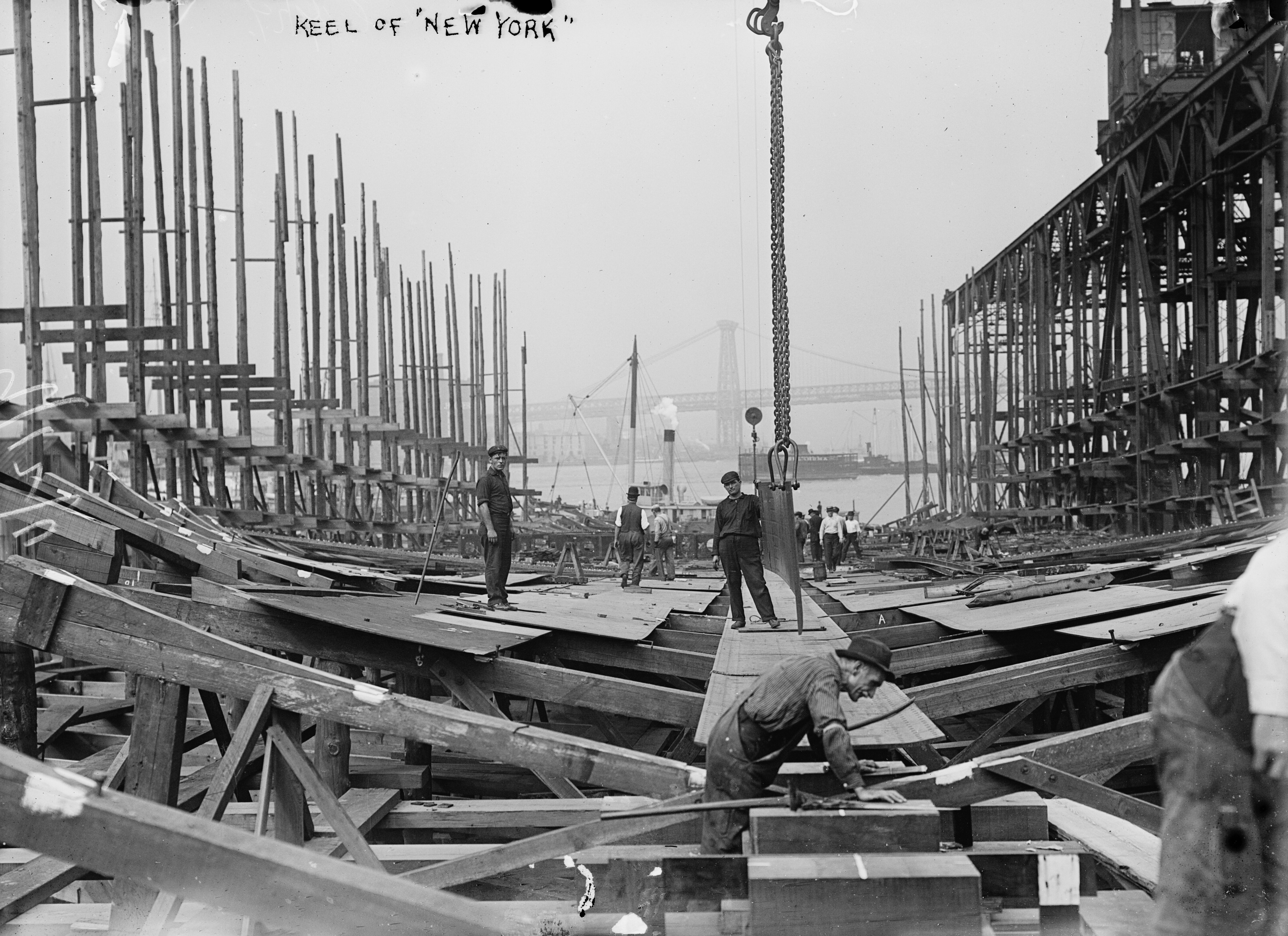
Le New York, le lendemain de la pose de la quille (12 septembre 1911).

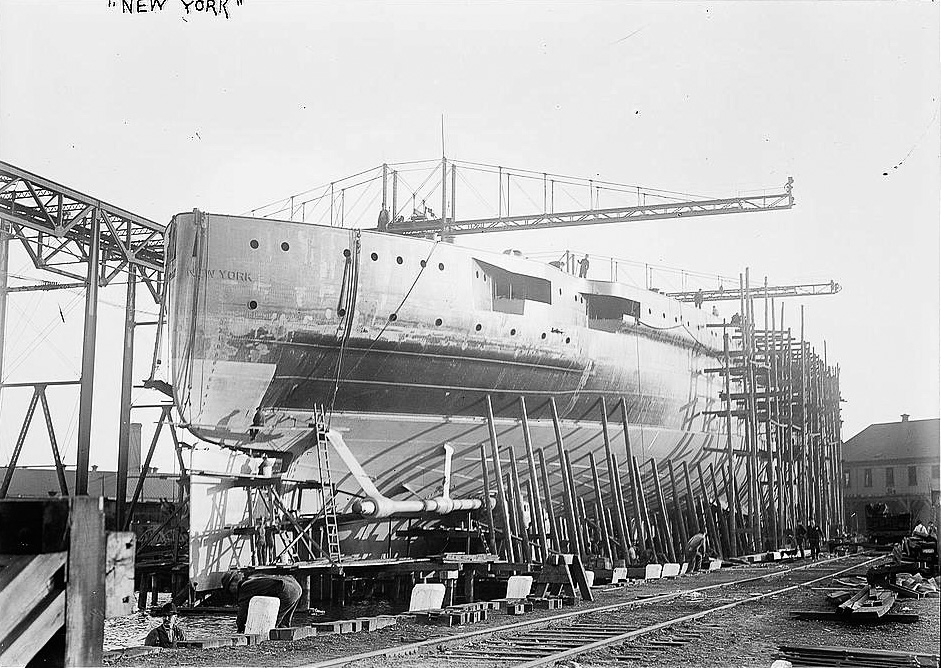
L'avancement de la construction en 1912.

Le New York est le premier des deux cuirassés de la classe New York, même si, sa construction a débuté après celle de son sister-ship, l'USS Texas (BB-35). Première classe de cuirassé de l'United States Navy à intégrer le canon de 356 mm/45 calibres, le navire est commandé par le Congrès des États-Unis lors de l'année fiscale 1911, le 1er mai,.
Le New York a un déplacement standard de 27 433 t et à pleine charge de 28 822 t. Sa longueur de flottaison est de 172 m et sa longueur hors-tout de 175 m. Son maître-bau est de 29 m et son tirant d'eau de 8,69 m. Le navire dispose de 14 chaudières Babcock & Wilcox qui alimentent deux moteurs à vapeur à triple expansion. Ces derniers produisent 28 490 ch (20 954 kW) et font tourner deux hélices marines qui entrainent le navire à la vitesse maximale de 21 nœuds (38,9 km/h). Son rayon d'action est de 7 060 milles marins (13 075 km) à 10 nœuds (18,5 km/h).
Le blindage du navire se compose d'une ceinture blindée de 254 à 305 mm d'épaisseur. Sa casemate inférieure est épaisse de 229–279 mm et sa casemate inférieure de 229–279 mm. Le pont dispose d'un blindage de 51 mm et celui des tourelles est de 102 mm sur le dessus, 51 mm sur les côtés et 203 mm à l'arrière. Le blindage des barbettes est épais de 254 à 305 mm. La passerelle est protégée par 305 mm de blindage sur sa face et 102 mm sur le dessus.
L'armement principal du New York comprend dix canons de 356 mm/45 calibres, disposés en cinq tourelles de deux canons désignées 1, 2, 3, 4 et 5. Initialement lors de sa mise en service ces tourelles disposent d'une élévation de 15 degrés, mais cette dernière est augmentée à 30 degrés lors d'une révision en 1940-41. La classe New York est la dernière à comporter une tourelle montée au milieu du navire,. Lors de sa construction initiale, le navire dispose également de vingt et un canons de 5 pouces/51 calibres, principalement pour assurer sa défense contre les destroyers et les torpilleurs. Les canons de 5 pouces ont une faible précision lorsque la mer est agitée en raison des casemates ouvertes montées sur la coque, ainsi l'armement de 5 pouces est réduit à 16 canons en 1918 en enlevant les canons les moins utiles près des extrémités du navire. Le navire n'a pas été conçu pour disposer d'une défense antiaérienne, mais deux canons de 3 pouces/50 calibres sont ajoutés en 1918,. Le navire dispose également de quatre tubes lance-torpilles de 533 mm, un de chaque côté de la proue et un de chaque côté de la poupe, fonctionnant avec des Bliss-Leavitt Mark 3 torpedo (en). Les salles des torpilles contiennent douze torpilles au total, plus 12 mines marine. L'équipage du navire est composé de 101 officiers et 1 163 hommes d'équipage.
La quille du navire est posée le 11 septembre 1911 au New York Navy Yard à Brooklyn. Les navires de la classe New York ont été construits en vertu de nouvelles lois sur le travail qui limitent les heures de travail des équipes de construction. Les contrats de construction stipulent que chaque navire doit coûter moins de 6 000 000 $ (154 221 429 dollars de 2016) à l'exclusion du coût de blindage et de l'armement. Il est lancé le 30 octobre 1912 et commissionné le 15 mai 1914. C'est le cinquième navire à être nommé d'après l'État de New York ; il est parrainé par Elsie Calder, la fille du sénateur de New York William M. Calder (en),. Le quatrième USS New York, un croiseur blindé, a été rebaptisé USS Rochester, et plus tard sabordé en 1941 dans la baie de Subic aux Philippines. Cependant, le site d'épave de ce navire, qui est devenu un site populaire de plongée récréative, est encore communément appelé USS New York.

## Carrière militaire
Sous le commandement du capitaine Thomas S. Rodgers (en), le New York se dirige directement après sa mise en service vers Veracruz. Il devient le navire amiral en juillet 1914 du contre-amiral Frank Friday Fletcher qui commande la flotte chargée d'occuper et de bloquer Veracruz pour empêcher des chargements d'armes d'y arriver en soutien au gouvernement de Victoriano Huerta. Après la fin de l'occupation américaine de Veracruz en novembre 1914, le navire reprend sa croisière d'essai (en) le long de la côte Est des États-Unis. Il participe également à plusieurs missions de bonne volonté et, en décembre 1915, à la suggestion de son équipage, le navire organise une fête de Noël et un dîner pour plusieurs centaines d'orphelins de la ville de New York. C'est devenu par la suite une tradition pour le navire d'aider les personnes défavorisées lorsque cela lui est possible, gagnant le surnom de « Christmas Ship ». Après cela, le New York entreprend un certain nombre d'exercices d'entraînement sur la côte atlantique.

### Première Guerre mondiale

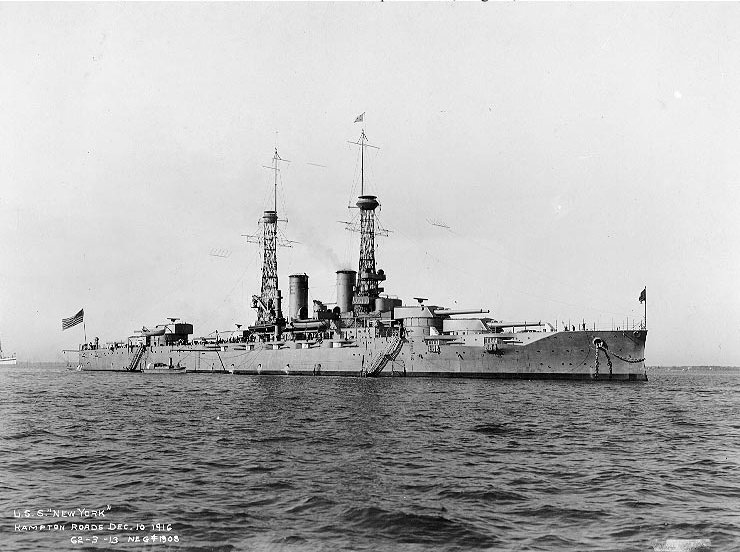
L'USS New York à Hampton Roads en Virginie, le 10 décembre 1916.

Après l'entrée des États-Unis dans la Première Guerre mondiale, le New York, sous le commandement du capitaine Edward L. Beach Sr. (en), devient le navire amiral de la 9e division de cuirassé (en) (BatDiv 9), commandée par le contre-amiral Hugh Rodman. Il est envoyé renforcer la Grand Fleet britannique en mer du Nord, arrivant à Scapa Flow le 7 décembre 1917. Les navires de la flotte américaine sont affectés à la 6e escadre de bataille (en) de la Grand Fleet, et se joignent aux opérations de blocus et d'escorte de convois. En décembre 1917, le New York et les autres cuirassés américains participent à plusieurs exercices d'artillerie. Le navire marque le score le plus élevé des navires avec sa batterie principale d'une précision de 93,3 %. En fin de compte, le New York se montre le meilleur navire dans ces exercices, le seul navire évalué comme « excellent » alors que beaucoup de navires reçoivent une évaluation de leur performance qualifiée de médiocre.
Le New York  n'a pas l'occasion de faire feu dans le cadre de combats, même si par deux fois au moins, le convoi qu'il escorte est attaqué par les U-Boote allemands. Dans la soirée du 14 octobre 1918, alors que le New York mène un groupe de cuirassés dans le Pentland Firth, il est secoué par une violente collision sous-marine sur le tribord, suivie peu après par une autre à la poupe qui casse deux pales sur l'un de ses hélices, contraignant le navire à limiter sa vitesse à 12 nœuds (22 km/h). Immédiatement, l'équipage pense avoir touché un objet sous-marin, mais la profondeur du canal élimine l'hypothèse d'avoir heurté un haut-fond. Les commandants américains concluent que le New York est sans doute entré accidentellement en collision avec un U-Boot en plongée. Ils s'accordent sur le faite que le sous-marin a enfoncé sa proue sur le côté du navire, quelques instant avant de frapper l'hélice du navire. À leur avis, les dégâts ont surement été fatals au navire allemand. Après-guerre, l'examen des documents allemands révèle que le sous-marin perdu est soit le SM UB-113 ou le SM UB-123. Cette étrange rencontre accidentelle marque la seule fois dans le service où l'un des navires la 9e division de cuirassé avec la Grand Fleet a coulé un vaisseau allemand.
Endommagé par la perte d'une de ses hélices, le 15 octobre, le navire navigue sous une forte escorte vers Rosyth pour effectuer des réparations. À 01h00 le lendemain matin, un U-boot lance trois torpilles sur le vaisseau endommagé, qui passent toutes devant lui. Contrairement aux cas précédents, cette attaque de torpille n'est pas une fausse alerte ; un certain nombre d'officiers et d'hommes à bord du New York ont clairement vu le sillage des torpilles au clair de lune et un sous-marin a été repéré à proximité immédiate par une patrouille peu après l'attaque,. Ironiquement, l'état du cuirassé est peut-être ce qui l'a sauvé car bien que la procédure standard soit de naviguer à la vitesse de 16 nœuds (30 km/h), le New York ne peut avancer plus vite que 12 nœuds avec une seule hélice en état de marche. De ce fait, l'historien Jerry Jones pense que le capitaine de l'U-boat a mal jugé la vitesse du navire. Sans autre dommage, cependant, le cuirassé arrive en toute sécurité à Rosyth et entre en cale sèche. Hors d'eau, un gros impact de la taille de la proue d'un sous-marin est retrouvé sur sa coque.
Le New York est également souvent l'hôte de dignitaires étrangers, notamment du roi du Royaume-Uni George V et de son fils, le prince de Galles Édouard VIII, ainsi que du prince Hirohito de l'empire du Japon. Le navire est d'un grand intérêt pour les autres grandes puissances, car c'est dans de nombreux cas la première occasion de voir un dreadnought américain. Le navire est présent lors de la capitulation de la flotte allemande de haute mer, la « Hochseeflotte », le 21 novembre 1918 dans le Firth of Forth en Écosse, quelques jours après la signature de l'armistice, après quoi, il retourne brièvement aux États-Unis. Il sert ensuite d'escorte au SS George Washington (en) qui transporte le président Woodrow Wilson lors de son voyage vers Brest en France, en route vers la Conférence de paix de Paris.

### Entre-deux-guerres
De retour aux États-Unis en 1919, le New York entreprend des activités de formation et de patrouille, notamment dans les Caraïbes avec un certain nombre d'autres navires américains. Au cours de cette année, il subit un réaménagement au Norfolk Navy Yard où cinq canons de 5 pouces sont retirés et trois canons supplémentaires AA de 3 pouces/50 calibre sont ajoutés, ce qui porte leur total à cinq. La batterie secondaire est réduite à seize canons de 5 pouces/51 calibres. À la fin de l'année 1919, il navigue dans l'océan Pacifique et rejoint l'United States Pacific Fleet. Le navire continue à mener des activités de formation et de patrouille dans le Pacifique jusqu'au milieu des années 1930 quand il est à nouveau transférée dans la flotte de l'Atlantique et commence à opérer dans l'Atlantique Nord, à l'exception de plusieurs voyages occasionnels le long de la côte Ouest des États-Unis.

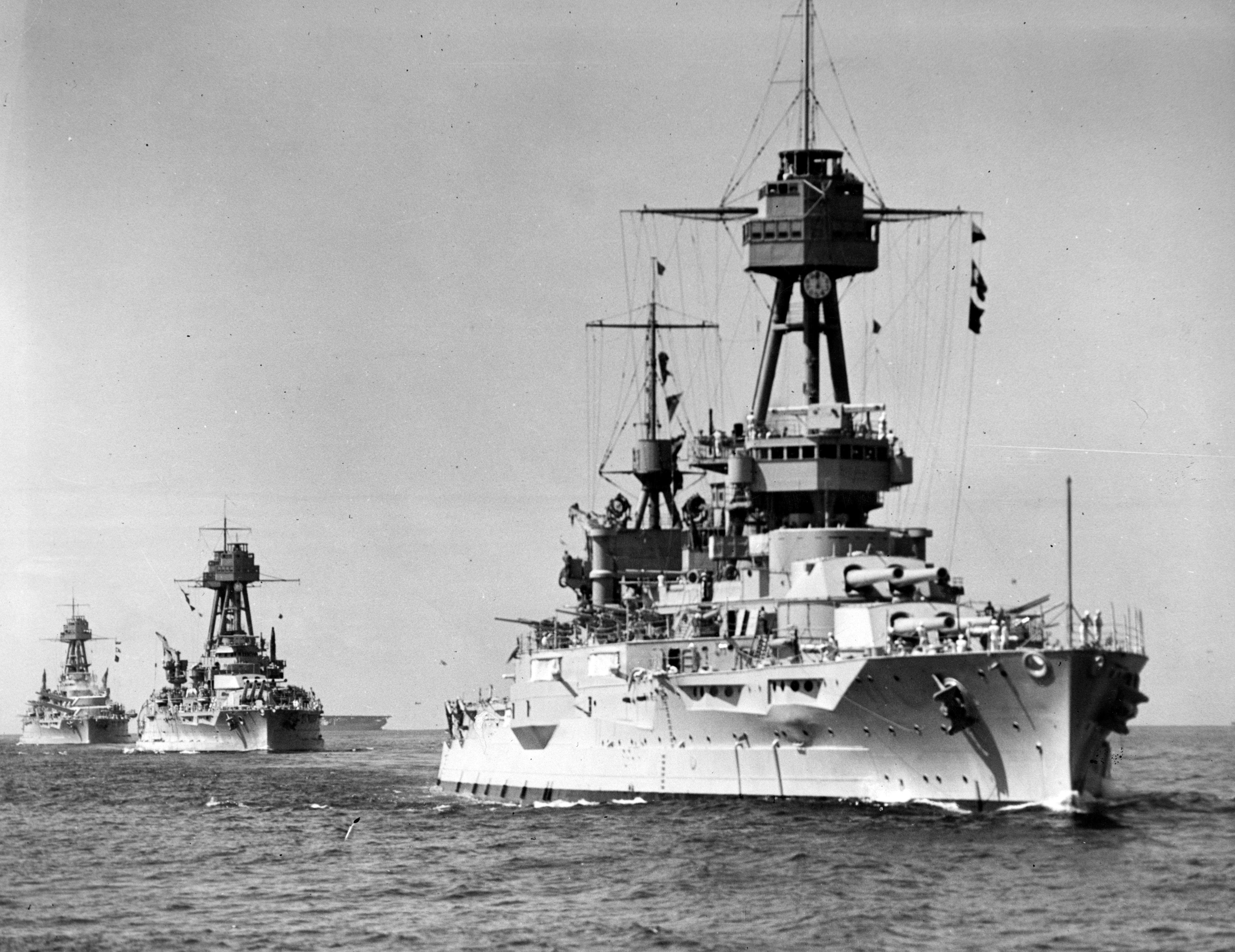
Le New York en manœuvre avec l' et le en 1932.

En 1926, New York est considéré comme obsolète par rapport à d'autres navires de guerre en service, alors qu'il navigue vers le Norfolk Navy Yard pour une révision complète. Si plusieurs autres navires de guerre en service, comme l'USS Utah ou l'USS Florida, sont convertis en navires d'entraînement ou mis au rebut, le New York et le Texas sont sélectionnés pour subir une modernisation de leurs systèmes d'armes, de blindage et de propulsion comme l'autorise le Traité naval de Washington de 1922. Il reçoit des moyens supplémentaire de lutte antiaérienne (AA) et anti-sous-marine, augmentant de 3 000 tonnes son déplacement. Le nombre de canon AA de 3 pouces est porté à huit et six des canons de 5 pouces sont déplacés vers de nouvelles casemates sur le pont principal. C'est aussi à ce moment que lui sont retirés les tubes de torpilles. Ses quatorze chaudières au charbon Babcock et Wilcox sont remplacées par six chaudières au mazout Bureau Express et les cheminées sont transformées pour n'en former qu'une seule, à l'arrière de la superstructure avant. Des trépieds sont installés à la place des mâts en treillis (en), et au sommet du trépied avant, une tour de contrôle est installée. Une tour est construite au milieu du navire avec un système de contrôle des incendies. Une catapulte pour avion est installée sur la tourelle numéro 3, ainsi que des grues de chaque côté de la cheminée pour la manutention de bateaux et d'avions. Une protection supplémentaire est ajoutée sur le pont, et son maître-bau est élargi à 32 m. Il est également équipé de bulbes anti-torpilles. Cependant, ces bulbes rendent les manœuvres plus difficiles à faibles vitesses et sa précision de tir est réduite dans les mers agitées. Le 4 septembre 1928, le navire effectue des exercices de combat à courte distance avec l'USS Arizona et, du 7 au 10 novembre, les navires se rendent à San Francisco avec l'USS Pennsylvania. Le 3 avril 1929, il entreprend des exercices anti-ariens avec l'Arizona, puis les deux navires et le Pennsylvania prennent la route de Cuba, où ils demeurent avant de retourner à Hampton Roads le 1er mai.
Le New York demeure avec la flotte du Pacifique et participe à une série de grands exercices navals jusqu'en 1937. Cette année-là, il transporte l'amiral Hugh Rodman, le représentant personnel du président américain pour le couronnement du roi George VI et de la reine Elizabeth (en), et participe à la grande revue navale du 20 mai 1937 (en) comme unique représentant de la Marine américaine. En 1937, huit canons AA 28 mm/75 calibres (en) sont ajoutés sur deux supports quadruples pour améliorer l'armement anti-aérien du navire. Le New York est également équipé du radar XAF en février 1938 et du premier duplexeur américain, de sorte qu'une seule antenne peut à la fois envoyer et recevoir. Cela fait du New York, le deuxième navire à être équipé d'un radar après le destroyer USS Leary. Les essais menés sur le New York conduisent par la suite à l'installation de radars similaires sur les croiseurs de classes Brooklyn et St. Louis ainsi que sur le nouveau cuirassé USS West Virginia. Pendant plusieurs années, le New York sert principalement comme navire de formation pour les cadets et les nouvelles recrues de la Marines. En juin 1938, il fait escale dans le port du Havre.
En septembre 1939, le New York mène des patrouilles de neutralité, protégeant les voies maritimes de l'Atlantique Nord et sert avec l'escadre de l'Atlantique durant 27 mois. En juillet 1941, il participe à la protection d'un convoi conduisant des troupes américaines en garnison en Islande. Le navire subit une nouvelle modernisation entre 1940 et 1941 ; notamment, l'élévation des batteries principales augmente de 15 à 30 degrés. Durant cette période de travaux, le 7 décembre 1941, la Marine impériale japonaise attaque Pearl Harbor et coule un grand nombre de cuirassés de la flotte du Pacifique, conduisant à l'entrée des États-Unis dans la Seconde Guerre mondiale.

### Seconde Guerre mondiale

#### Théâtre atlantique et méditerranéen
Avec le déclenchement de la guerre, la révision du New York est accélérée et complétée quatre semaines après l'attaque sur Pearl Harbor. Il retourne escorter les navires cargos et les transporteurs de troupes entre l'Islande et l’Écosse. Le navire poursuit ses activités d'escorteur l'année suivante. Lors de sa première série d'escortes, il quitte Norfolk le 15 février, il arrive à New York le 16 février, en Nouvelle-Écosse le 21 février et en Islande le 2 mars, revenant à Norfolk le 27 mars. Il entreprend une deuxième série le 24 avril et arrive à New York le lendemain, en Nouvelle-Écosse, le 2 mai, à Terre-Neuve le 5 mai et en Islande le 10 mai, en revenant à New York le 20 mai. Le lendemain, Le New York part pour une troisième patrouille, arrivant à nouveau en Nouvelle-Écosse le 2 juin et en Écosse le 10 juin, revenant à Norfolk le 30 juin,. À la suite de ces trois missions d'escorte, il subit une révision à Norfolk. La batterie secondaire est réduite à six canons de 5 pouces (127 mm) et l'armement antiaérien est porté à dix canons de 3 pouces/50 calibres, 24 canons Bofors 40 mm sur des supports quadruples et 42 canons de 20 mm Oerlikon. Le navire quitte Norfolk le 12 août et arrive le lendemain à New York. De là, il escorte un convoi vers la Nouvelle-Écosse où il demeure jusqu'au 22 août, puis part pour l'Écosse où il reste du 31 août au 5 septembre. Il retourne à Norfolk le 15 septembre.

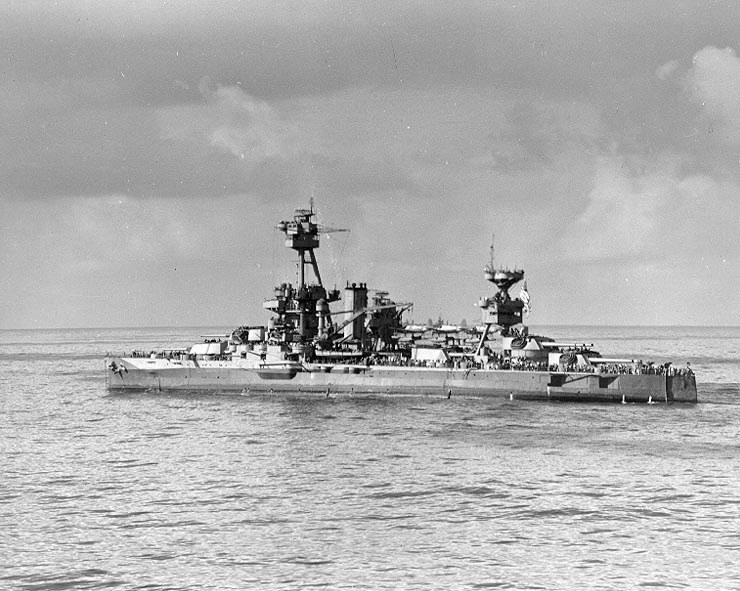
Le New York au large des côtes de l'Afrique du Nord le 10 novembre 1942 juste après l'opération Torch.

Le New York participe à sa première action majeure lors de l'opération Torch, l'invasion alliée de l'Afrique du Nord en novembre 1942. Il quitte Norfolk le 23 octobre pour rejoindre la flotte alliée. Attaché au « Southern Attack Group », le 8 novembre, le New York et le croiseur USS Philadelphia (CL-41), protégés par six destroyers, attaquent le port de Safi au Maroc, en soutien au débarquements du 47e régiment d'infanterie (en) de la 9e division d'infanterie. Ils défendent également l'USS Cole et l'USS Bernadou chargés de débarquer des troupes et qui se retrouvent sous le feu des batteries côtières de 130 mm à Point De La Tour. Le New York tire plusieurs salves avec ses canons de 356 mm. L'un de ses tirs frappe la base de la batterie et ricoche dans le bunker, détruisant le télémètre et tuant le commandant de la batterie, neutralisant ainsi la batterie. D'autres batteries côtières sont détruites par les canons du Philadelphia et les avions du porte-avions d'escorte USS Santee. Le New York demeure sur place jusqu'à la sécurisation du port, puis navigue vers le nord pour soutenir le « Center Attack Group » au large de Fedhala et Casablanca, en particulier pour faire face à la menace du cuirassé français Jean Bart sous le contrôle du régime de Vichy. Au moment où le New York arrive, le cuirassé a déjà été mis hors service par l'USS Massachusetts et les autres navires français ont été chassés par l'USS Brooklyn et l'USS Augusta. Le New York reste au large des côtes de l'Afrique du Nord jusqu'à ce que les plages soient sécurisées, puis se retire le 14 novembre. Lors de ces opérations, il a tiré un total de soixante obus avec ses canons de 356 mm. Le navire retourne à Norfolk le 23 novembre 1942,.
Le New York reprend par la suite une activité de protection des convois transatlantiques. Il escorte deux convois des États-Unis vers Casablanca au tournant de 1942-1943. Il quitte Norfolk le 24 novembre pour New York où il reste du 25 novembre au 12 décembre avant de prendre la route de Casablanca qu'il atteint le 24 pour un départ le 29 décembre à destination de Norfolk où il arrive le 12 janvier 1943. Il quitte à nouveau Norfolk le 26 février pour rejoindre New York le 27 février. Le second convoi quitte New York le 5 mars et arrive à Casablanca le 18. Le New York demeure à Casablanca jusqu'au 25 mars, avant de rejoindre New York le 5 avril et il y reste jusqu'au 1er mai. En 1943, le navire est choisi pour une refonte afin de devenir un centre d'entraînement en artillerie navale. Il arrive à Portland dans le Maine, le 2 mai, où il demeure jusqu'au 27 juillet. Au cours de son quatrième et dernier réaménagement au début de 1943, ses batteries antiaériennes sont augmentées à dix canons de 76 mm, quarante canons de 40 mm, trente-six canons de 20 mm et le système de conduite de tir est également amélioré. Ces travaux entrainent une augmentation de son déplacement à 29 810 t (35 000 t à pleine charge). Il retourne à Norfolk le 2 août 1943 où il forme des équipages de la marine américaine, de la Garde côtière des États-Unis et des marines alliées sur les canons de 356 mm, de 76 mm, de 40 mm et de 20 mm, principalement parce que de nombreux navires plus récents utilisent ces armes. Entre juillet 1943 et juin 1944, environ 11 000 hommes du rang et 750 officiers sont formés sur le New York. Cependant, cette mission de formation entraine une baisse du moral parmi l'équipage dont un grand nombre effectue des demandes de transfert. À la suite de cette mission, le navire est envoyé à l'Académie navale des États-Unis et entreprend trois croisières consécutives de formation des cadets entre Annapolis à Trinidad, transportant un total de 1 800 aspirants entre juin et août 1944,.

#### Théâtre pacifique

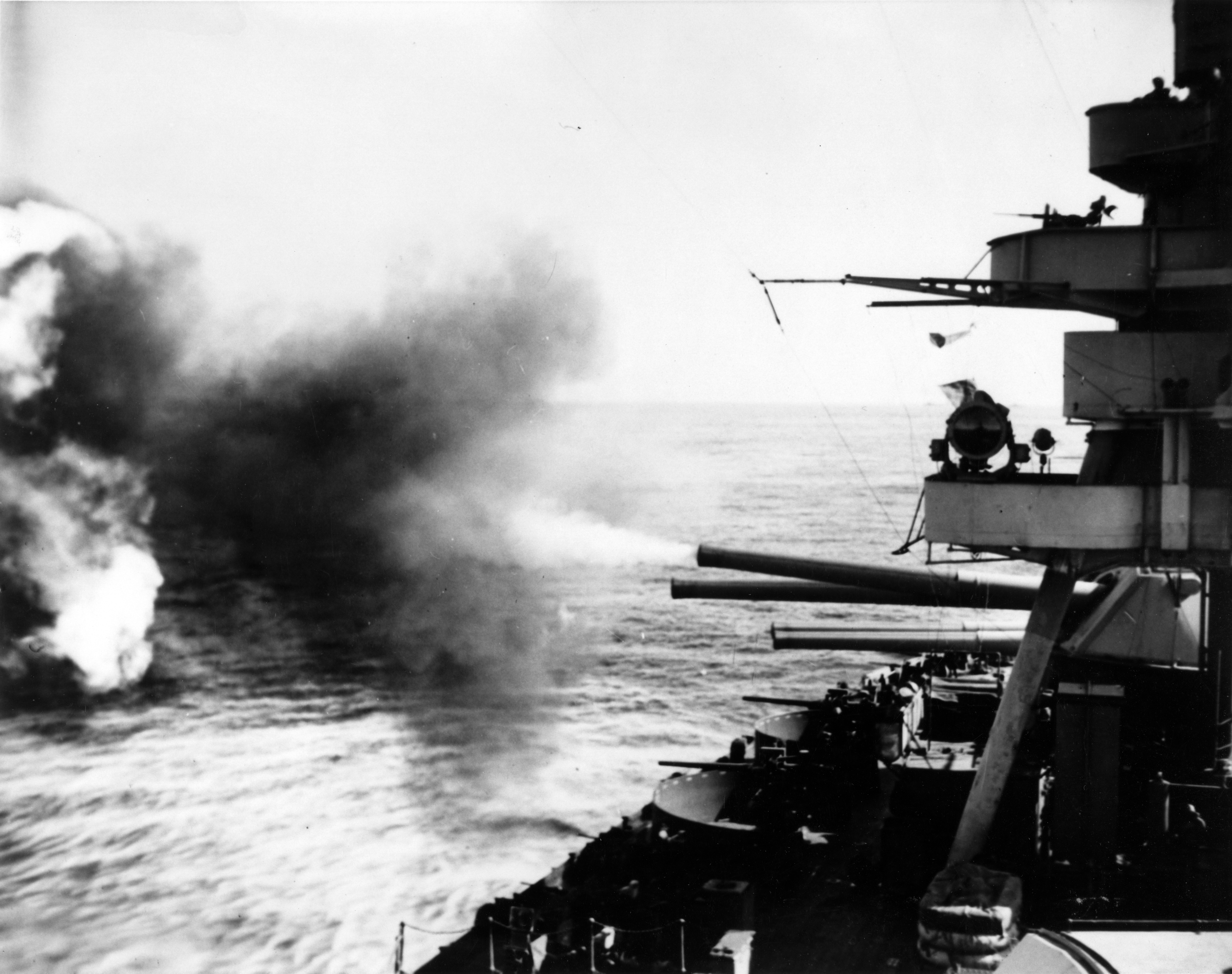
Le New York faisant feu sur Iwo Jima avec ses canons de 356 mm, le 16 février 1945.

L'USS New York retourne au combat sur le théâtre Pacifique à la fin de 1944. Il traverse le canal de Panama le 27 novembre et arrive à Long Beach en Californie, le 9 décembre, après être tombé en panne et avoir perdu un avion d'observation dans le mauvais temps en chemin. Il mène une série d'entrainements au large de la Californie du Sud entre le mois de décembre 1944 et janvier 1945. Le New York rejoint le Battleship Squadron 1 et quitte les eaux américaines le 12 janvier avec l'USS Idaho, l'USS Tennessee, l'USS Nevada, l'USS Texas, et l'USS Arkansas afin d'apporter leur soutien à l'invasion d'Iwo Jima. Le New York perd une pale de son hélice juste avant l'invasion et doit se rendre brièvement à Eniwetok pour subir des réparations temporaires du 5 au 7 février. Il rejoint le groupe près de Saipan le 11 février. Ce dernier arrive à Iwo Jima le 16 février et commence le bombardement préparant le débarquement. Au cours des trois jours de bombardement, le New York tire 6 417 obus, dont 1 037 avec ses canons de 356 mm. Une de ses salves frappe le principal dépôt de munitions de l'île, provoquant l'explosion secondaire la plus spectaculaire de la campagne. Le New York quitte la zone le 19 février et arrive à Ulithi le 21 février.
Après une réparation permanente de son hélice à Manus du 28 février au 19 mars sur la cale sèche flottante USS ABSD-4, il rejoint la Task Force 54 à Ulithi le 22 mars en prévision de l'invasion d'Okinawa. Rejoint par l'USS Maryland, l'USS Colorado, et l'USS West Virginia, la flotte de cuirassés commence son bombardement d'Okinawa le 27 mars. Avec le bombardement des côtes préparant le débarquement, puis le soutien aux forces terrestres, le New York demeure en poste pendant 76 jours consécutifs, au cours desquels, il tire 4 159 obus avec ses canons de 356 mm et 7 001 obus avec ses canons de 127 mm,. Il subit une attaque de kamikaze le 14 avril qui détruit un avion d'observation sur sa catapulte, mais l'avion japonais s'écrase à 46 m du navire n'entrainant que des dégâts superficiels et deux hommes blessés. Il est détaché le 11 juin, ses canons étant usés par le feu et rejoint Pearl Harbor pour que ses armes soient révisées en vue de l'invasion du Japon continental. Il s'arrête à Leyte le 14 juin et arrive à Pearl Harbor le 1er juillet et s'y trouve encore le 15 août 1945, date qui marque la reddition du Japon.
Durant la Seconde Guerre mondiale, le New York a passé 1 088 jours avec la flotte de l'Atlantique de décembre 1941 à novembre 1944 et 276 jours avec la flotte du Pacifique. Il a tiré un total de 53 094 obus de toutes sortes soit une masse 3 219,5 t. Il a parcouru 199 345 km, passé 414 jours en navigation et consommé 84 672 080 litres de mazout.

### Après-guerre

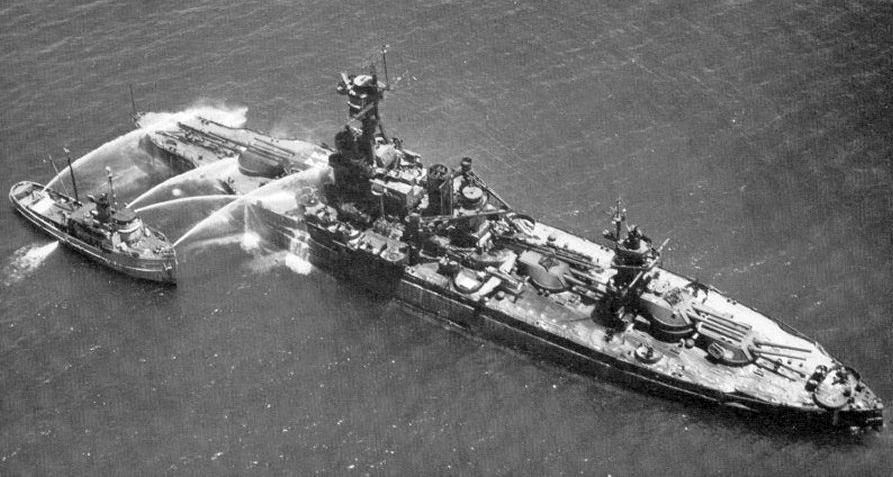
Le New York aspergé par un bateau pompe afin de réduire la contamination radioactive après l'essai nucléaire Baker.

Après la fin de la guerre, le New York participe à l'opération Magic Carpet. Ramenant des vétérans, il quitte Pearl Harbor le 2 septembre et arrive à San Pedro le 9 septembre. Il se rend ensuite à New York pour participer aux célébrations du jour de la marine en présence du président Harry S. Truman.
Sélectionné comme navire de test pour l'opération Crossroads, il est utilisé lors des essais nucléaires « Able » et « Baker » sur l'atoll de Bikini en juillet 1946 avec environ 70 autres navires. Toujours à flot, à la suite de ces tests, le navire est remorqué à Pearl Harbor pour étudier les effets des explosions de la bombe sur lui. Le 6 juillet 1948, il est renvoyé en mer, utilisé comme navire cible et coulé par plusieurs avions et navires. Il a reçu trois étoiles de bataille pour son service lors de la guerre.